# Ashura (manga)
Ashura (アシュラ?) è un manga di George Akiyama uscito tra il 1970 e il 1971. Adattato in un film d'animazione da Toei Animation, l'anime, uscito nelle sale il 29 settembre 2012, è stato diretto da Keiichi Satō.

## Trama
In un Giappone medievale piegato dalla siccità e carestia, ai più disperati non rimane che involvere allo stadio animale e cibarsi di carne umana pur di sopravvivere. Persino una giovane puerpera è costretta al cannibalismo, pur di riuscire a crescere il figlio.
Otto anni dopo, il suo bambino, sopravvissuto ma ormai orfano, vive come una bestia nei boschi. Terrore dei villaggi divini e considerato un demone, il ragazzino si imbatte in un bonzo che lo chiama Ashura e gli insegna i sutra, primo gradino per riportarlo alla condizione umana.
Tuttavia, l'unica capace di far breccia nel cuore del bambino selvaggio è Wakasa, una giovane figlia di contadini che soccorre Ashura dopo che questi ha combattuto quasi all'ultimo sangue col signore feudale della zona, cui il bambino aveva ucciso il figlio.
Il tempo trascorso con Wakasa rende via via il bambino sempre più docile e “civilizzato” finché un giorno Ashura non scopre che la ragazza ha una storia d'amore con un garzone del villaggio vicino. Pazzo di gelosia, cerca di uccidere il giovane, ma, fermato da Wakasa, viene allontanato e rifiutato per sempre dalla contadina.
Intanto torna la siccità e per il ceto contadino tornano le sofferenze e gli stenti. Ashura, sapendo che Wakasa e suo padre stanno patendo grande miseria, uccide un cavallo del feudatario per portarne le carni alla ragazza. Lei, incapace di credere al bambino e credendole carne umana, le rifiuta, anche a costo di dover morire di fame.
Il feudatario e gli abitanti del villaggio, scoperto che Ashura è ancora vivo, gli danno la caccia per tutti dintorni. Al bambino selvatico non resta che affrontarli una volta per tutte.
Quando inizia ormai la stagione invernale si tengono i funerali di Wakasa. Ad Ashura, sopravvissuto allo scontro finale, non resta che sopravvivere al dolore che, come gli ha insegnato il monaco, appartiene solo agli umani.

## Personaggi

Ashura nel film

Ashura ( アシュラ ?)
Doppiato da Masako Nozawa e Satomi Koorogi (da neonato)
Abbandonato dalla madre poco dopo essere nato, Ashura cresce da solo nel mondo selvaggio e pericoloso delle montagne ancora inabitate dall'uomo.
 Prete buddista ( 法師 ?, Hōshi)
Doppiato da Kinya Kitaōji
Affrontato il famelico Ashura su un ponte e riuscito a sconfiggerlo, il prete si ripropone di far emergere il lato umano del bambino inselvatichito. Innanzitutto gli trova un nome, Ashura, e poi gli insegna i sutra. Quando reincontra il bambino, Ashura ha ormai conosciuto Wakasa e nel momento in cui il prete gli offre provocatoriamente il proprio braccio come cibo, Ashura, inorridito, fugge.
 Wakasa ( 若狭 ?)
Doppiata da Megumi Hayashibara
Figlia di un umile contadino, Wakasa è una gran lavoratrice ed una giovane donna facile ad intenerirsi. Si prende cura di Ashura dopo averlo trovato ferito al fiume; da allora sopporta con pazienza le bizze del bambino, così poco abituato al contatto umano e stringe una grande amicizia con lui. Ha una relazione con il garzone Shichiro col quale ha stretto la promessa di partire al più presto assieme per la città più vicina, in cerca di fortuna.
 Shichiro ( 七郎 ?, Shichirō)
Doppiato da Hiroaki Hirata
Giovane uomo di fatica della regione, prevalentemente impiegato nel lavoro di taglialegna. Con l'amata Wakasa sogna di fuggire in città per ricrearsi una nuova vita.
 Feudatario ( 地頭 ?,  Jitō)
Doppiato da Tesshō Genda
Feudatario della regione al quale Ashura ha ucciso il figlio.

## Riconoscimenti
L'anime è stato premiato dal Ministero giapponese dei Beni Culturali come candidato fra gli Excellence Award nel 16º Japan Media Arts Festival del 2012.